# Techn'hom
Techn'hom est un parc urbain d'activités de 110 hectares, situé à Belfort, en Franche-Comté. Celui-ci compte environ 7 500 salariés et 1 000 étudiants. Plus de 120 entreprises industrielles et tertiaires y sont implantées.

## Domaines d'activité
La présence historique de l'entreprise Alstom ainsi que celle de GE Energy contribue à la réussite de ce parc d'activités. Cet espace a fait l'objet d'un grand programme de requalification urbaine engagé en 2006 ; il est né de la volonté des collectivités locales belfortaines et de la Sempat afin de préserver l'emploi et relancer l'attractivité du site. Sa position géographique (entre Strasbourg et Lyon) lui offre de nombreux avantages.
La présence sur le parc de grands acteurs de l'énergie et de leurs sous-traitant a permis l'émergence en 2010 d'une nouvelle filière d'excellence franc-comtoise baptisée "vallée de l'énergie". Selon les mots de son président, "La Vallée de l'Énergie est là pour permettre la dynamisation et le développement de la filière énergie, dans le cadre des activités existantes mais aussi pour permettre une diversification dans d'autres champs émergents de ce secteur.
C'est là le moyen de générer des synergies entre les entreprises elles-mêmes, quelles soient donneurs d'ordres ou sous-traitantes, mais également de fédérer des programmes de recherches entre les laboratoires universitaires et les centres de recherches privés".

## Universités
Deux universités sont présentes : le site de Belfort de l'Université de technologie de Belfort-Montbéliard (UTBM), qui est une grande école d'ingénieurs et le site de Belfort de l'IUT Nord Franche-Comté, composante de l'Université de Franche-Comté.

## Transports
Le site est desservi par le réseau Optymo du Territoire de Belfort avec les lignes 2 et 3. La gare des Trois-Chênes dessert le Techn'hom avec 10 TER, aller et retour par jour sur la ligne 8 du réseau TER Franche-Comté.